# Lidingö Pink Chargers
I Lidingö Pink Chargers sono stati una squadra di football americano di Lidingö, in Svezia; fondati nel 1985, hanno vinto 2 titoli nazionali (di cui uno non ufficiale) e 1 titolo Under-19. Hanno chiuso nel 1991.

## Palmarès
- 2 SM-final (1985[1], 1986)